# Televisietoren Loon op Zand
De Televisietoren Loon op Zand is een 82 meter hoge betonnen straalverbindingstoren met zendmast in de Nederlandse gemeente Loon op Zand. De toren is in 1955-1957 gebouwd in opdracht van de PTT ten behoeve van televisie en telefonie.
Sinds 1986 staat er een antennemast op de toren. De antennemast was oorspronkelijk bedoeld voor gebruik door de regionale radio-omroep. Aanvankelijk had de toren een lengte van 125 meter, maar in 2009 is deze met 28 meter verhoogd vanwege het verder ontwikkelen van de digitale verbindingen. De nu in totaal 153 meter hoge constructie doet dienst als zendmast voor omroepzenders en mobiel telefoonverkeer en een datacenter. De toren zelf is eigendom van Cellnex Telecom, dat onder andere ook de torens in Amsterdam, IJsselstein, Hoogersmilde en Rotterdam beheert. De mast op de toren is in handen van het bedrijf NOVEC.
Vanaf de zendmast worden programma's uitgezonden van RADIONL, editie Midden-Brabant, 100%NL, Omroep Brabant, Radio Veronica en NPO Klassiek en de radio en televisiekanalen van Digitenne.
Sinds 2020 huisvest deze toren ook een datacenter.